# Võhma
Võhma è un ex comune dell'Estonia situato nella contea di Viljandimaa, nell'Estonia meridionale; era classificato come comune urbano e città (in estone linn).
Il 21 ottobre 2017 è confluito, insieme a Kõo, Kõpu e Suure-Jaani (comune rurale), nel nuovo comune di Põhja-Sakala.

## Geografia
Võhma si trova quasi nel centro geografico dell'Estonia, al confine settentrionale della contea di Viljandi. La città è circondata da terreni umidi e paludi, e si trova a circa 10 km a nord del parco nazionale di Soomaa, la più grande pianura alluvionale d'Europa.

## Storia

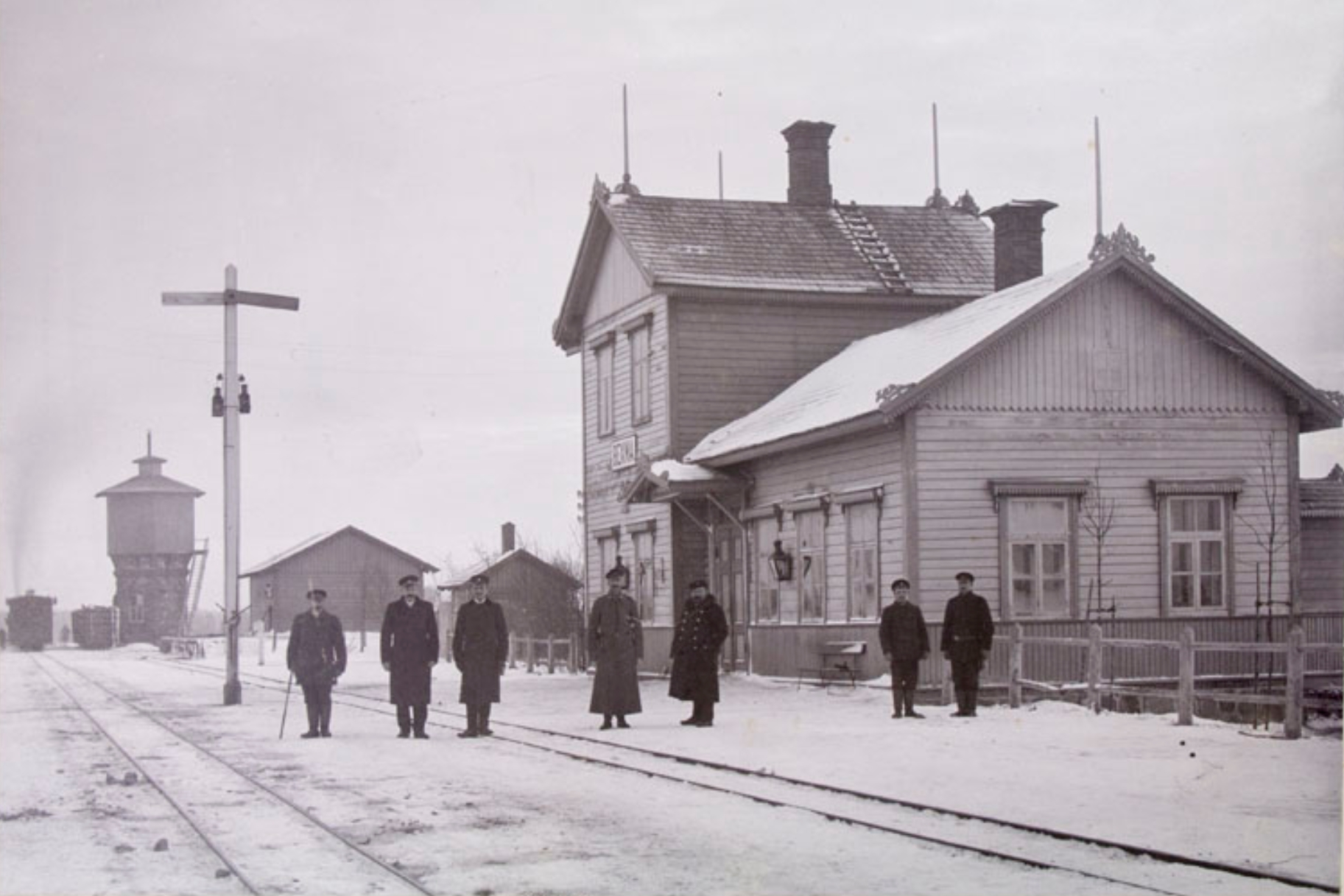
Stazione ferroviaria di Võhma all'inizio del XX secolo

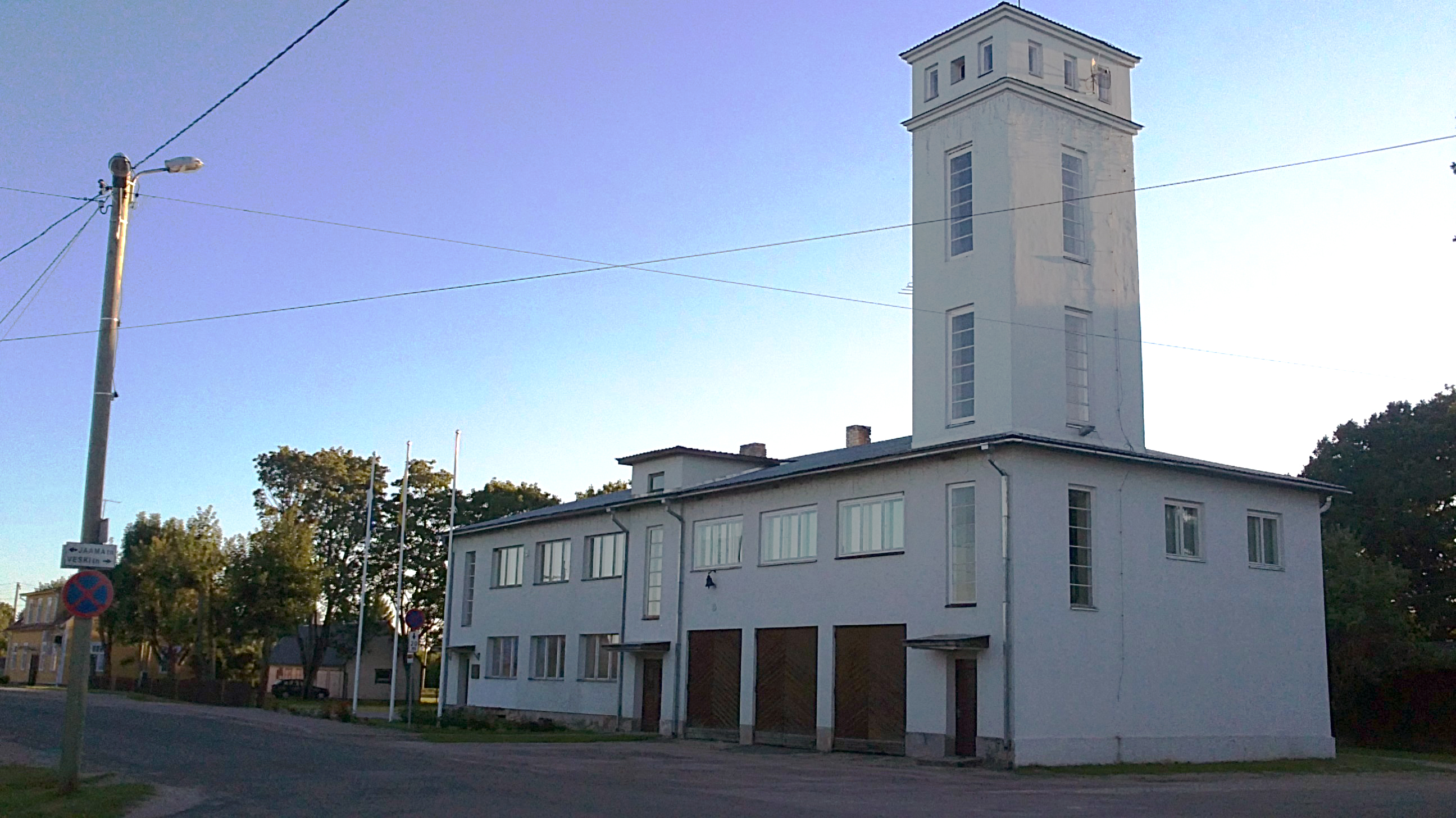
Ex municipio

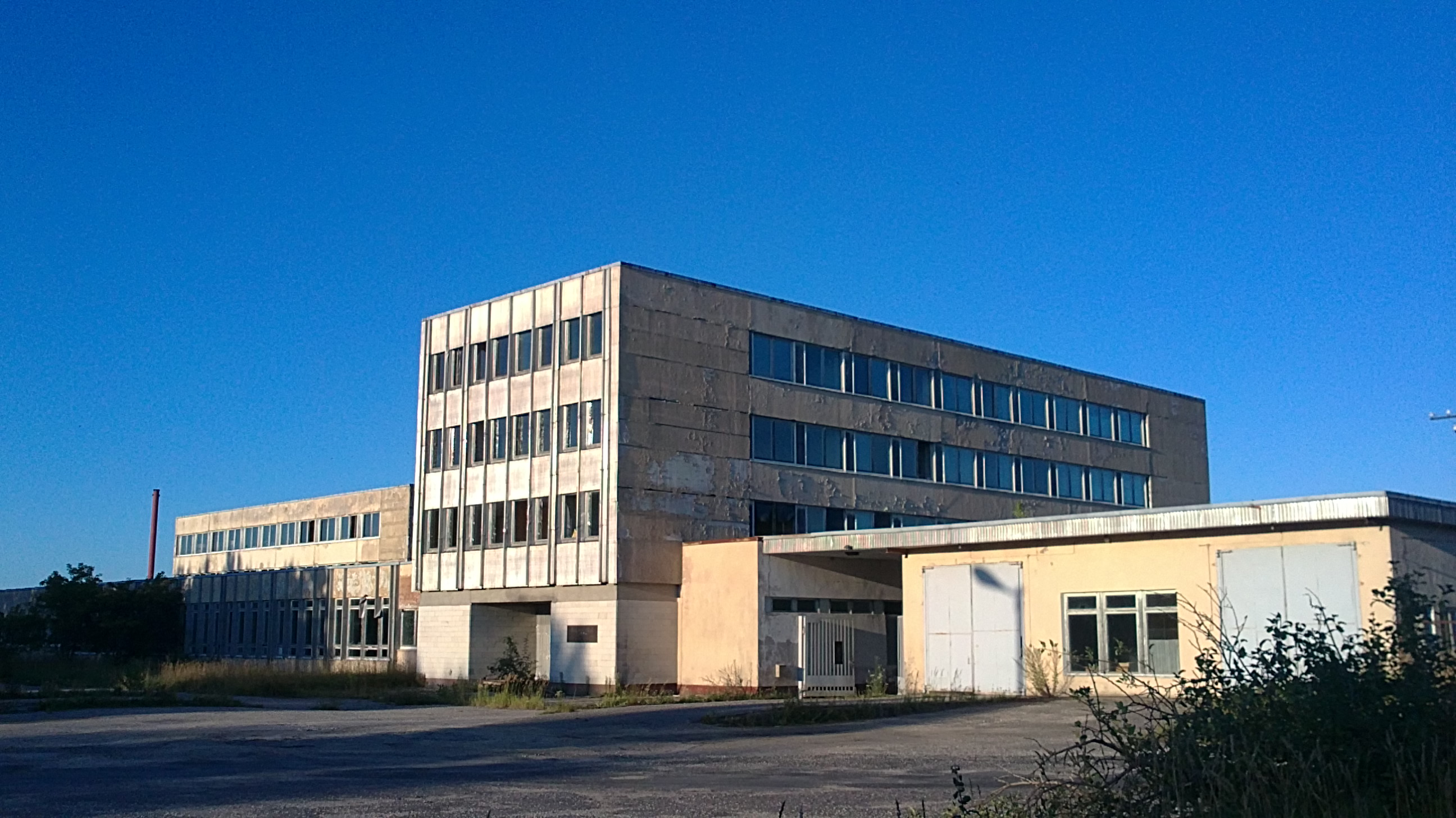
Ex macello Võhma Lihakombinaadi

La località è menzionata per la prima volta in un documento storico nel 1583 con il nome di Wechma, parte della parrocchia di Pilistvere.
Nel 1887 iniziò ad operare la scuola primaria di Võhma.
Nel 1900 venne attivata il collegamento ferroviario regolare sulla tratta Viljandi–Tallinn e nel 1901 fu inaugurata la stazione di Võhma, consentì lo sviluppo di un abitato che divenne presto un importante nodo ferroviario e insediamento operaio nella parte settentrionale di Viljandimaa. Nel 1908 venne attivata l'Unione Economica. Il 6 agosto 1908 fu fondata l'associazione dei vigili del fuoco volontari di Võhma. Nel marzo 1912 fu completata la Centrale del latte e nel 1917 il mulino. 
Il 15 aprile 1928 fu fondata la società Võhma Eksporttapamaja per la macellazione della carne, il 5 agosto fu posata la prima pietra del mattatoio e il 10 febbraio 1929 fu aperto il capannone. Trovandosi all'incrocio di ferrovie e rotte commerciali e nelle vicinanze di allevamenti di suini e bovini, l'attività del macello si sviluppò rapidamente. Durante il periodo prebellico, la banca Võhma Ühispank operò in città, gestendo gran parte del denaro delle imprese agricole della contea di Viljandi settentrionale.
Il centro comunitario di Võhma fu inaugurato il 21 ottobre 1934. Nel 1939, la cittadina di Võhma, frazione del comune rurale di Kõo dopo la riforma dei comuni rurali, era cresciuta rapidamente con un numero di abitanti già salito a 800 persone e grazie ad una serie di industrie e istituzioni vitali, come il macello estone di esportazione di carne Võhma Expor e, l'industria meccanica della torba.
Nel giugno 1940 il mattatoio fu nazionalizzato dalle autorità sovietiche e bruciato durante la guerra. Durante la seconda guerra mondiale, Võhma soffrì molto e molte case furono distrutte.
Nel 1945 furono concessi i diritti della città di Võhma e iniziarono i lavori di restauro dell'allora piccolo centro abitato. Tra il 1972 e il 1975 furono costruiti un nuovo stabilimento per la lavorazione della carne in periferia (da dove, grazie a un raccordo ferroviario, venivano consegnati carne e salumi direttamente a Leningrado), diversi edifici a più piani, un nuovo edificio scolastico, e altri fabbricati. Negli anni 1980, il macello divenuto Võhma Lihakombinaat aveva più di 800 dipendenti e i carri bestiame giungevano costantemente alla stazione ferroviaria di Võhma. Võhma divenne così un insediamento monofunzionale.
L'indipendenza dell'Estonia nell'agosto 1991 ha portato al declino del macello a causa della scomparsa del mercato ad est, considerando i nuovi confini nazionali e l'imposizione di dazi doganali; così nel 1996 il macello Võhma Lihakombinaat fallì, portando la città ad un alto tasso di disoccupazione fino al 25%. Nello stesso anno, il governo della città di Võhma ha acquistato il primo piano di un vecchio grande magazzino dall'Associazione economica di Võhma per costruire un nuovo centro culturale in sostituzione della casa della cultura bruciata. Con l'avanzo di spesa pari a 357.000 corone, l'ammiisteazione comunale ppagò le bollette del riscaldamento delle persone licenziate. Superato il periodo della grande disoccupazione, negli anni 2000 la città ha ripreso la sua vita grazie ad altre aziende della città (fabbrica di candele Eesti Valguse, industria del succo di Largo, una segheria e una tipografia).
Il 21 ottobre 2017 , il comune di Põhja-Sakala è stato formato dalla fusione della città di Võhma come unità amministrativa e dei comuni rurali di Suure-Jaani, Kõo e Kõpu.